# Журнал вычислительной математики и математической физики
«Журнал вычислительной математики и математической физики» — периодический научный журнал, издаваемый Российской академией наук. Выходит 12 номеров в год. Публикуются обзоры и оригинальные исследования в области вычислительной математики, численных методов математической физики, информатики и других математических дисциплин.
Основан в 1961 году академиком А. А. Дородницыным. С 2019 года издателем является ИКЦ «Академкнига».

Главный редактор: академик Тыртышников Евгений Евгеньевич.

## Редакционный совет
- Осипов, Юрий Сергеевич
- Шишкин Григорий Иванович

## Редакционная коллегия
- Аптекарев, Александр Иванович
- Боголюбов Александр Николаевич
- Василевский, Юрий Викторович
- Евтушенко Юрий Гаврилович
- Капорин Игорь Евгеньевич
- Кобельков, Георгий Михайлович
- Кузнецов Юрий Алексеевич
- Репин Сергей Игоревич
- Сетуха, Алексей Викторович
- Скороходов Сергей Леонидович (заместитель главного редактора)
- Утюжников Сергей Владимирович
- Четверушкин Борис Николаевич
- Шананин, Александр Алексеевич

## Ранее в редакцию входили
- Абрамов Александр Александрович (1926—2019)
- Арсеньев Алексей Алексеевич (27.10.1938 — 27.11.2013)[3]
- Белоцерковский Олег Михайлович (1925—2015)
- Бутузов, Валентин Фёдорович (1939—2021)
- Васильев, Фёдор Павлович (1935—2023)
- Годунов Сергей Константинович (1929—2023)
- Журавлёв Юрий Иванович (1935—2022)
- Керимов Мовлуд Керимович (зам. главного редактора) (1.01.1925—22.08.2017)
- Кряжимский, Аркадий Викторович (1949—2014)
- Куликовский, Андрей Геннадьевич (1933—2024)
- Моисеев, Никита Николаевич (1917—2000)
- Рудаков, Константин Владимирович (1954—2021)
- Ягола, Анатолий Григорьевич (1945—2025)